# John Gendall
John Gendall, né le 31 janvier 1789 à Exeter où il meurt le 1er mars 1865 , est un peintre, aquarelliste et lithographe britannique. Il est célèbre pour ses paysages du Devon.

## Biographie
Fils de John et Frances Gendall, ses dessins sont remarqués par un employé de l'imprimeur Rodolphe Ackermann, entreprise où il ne tarde pas à entrer puis à en devenir directeur. Il a été impliqué dans les premières expériences de l'entreprise avec la lithographie. En 1824, peu après son mariage, il quitte Ackermann et revient à Exeter où il établit son atelier et crée une école d'art. En 1861, il participe à la fondation du musée d'Exeter mais meurt avant son ouverture.
Il est inhumé au Lower All Cemetery à Exeter.

## Œuvres
- On the Teign, Near Gidley (1855)
- The Lantern, Parc St Cloud on Fete Day
- A Devon estuary
- Riverside scene
- View on the Seine (1821)
- The Lantern, Parc St Cloud on Fete Day
- A Portion of the Old Bridge as laid open in Exeter (1840)
- Conduit South Street (1840)

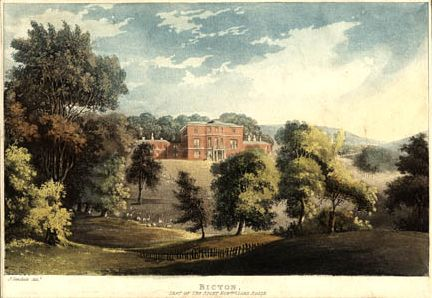
Bicton
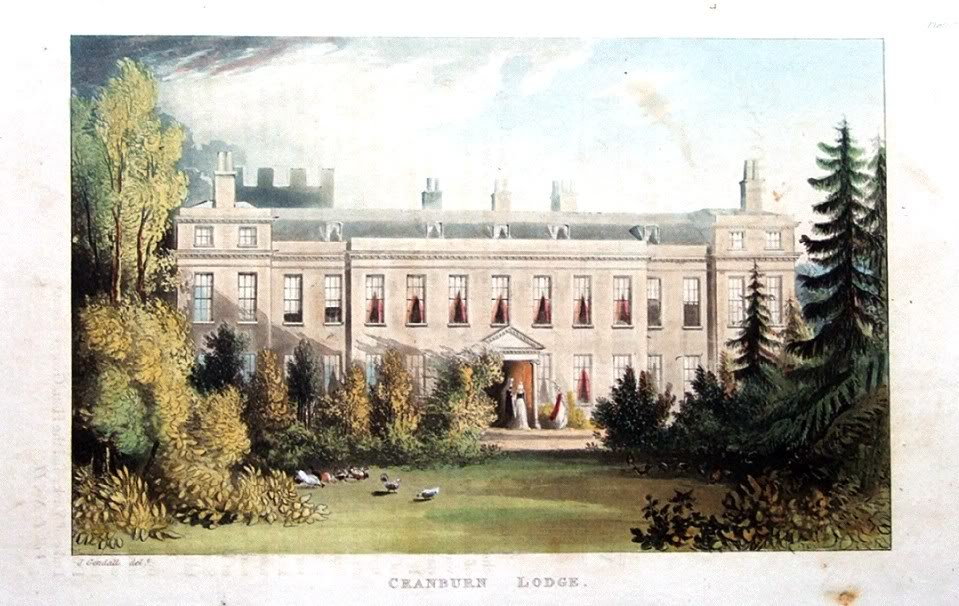
Cranbourne lodge
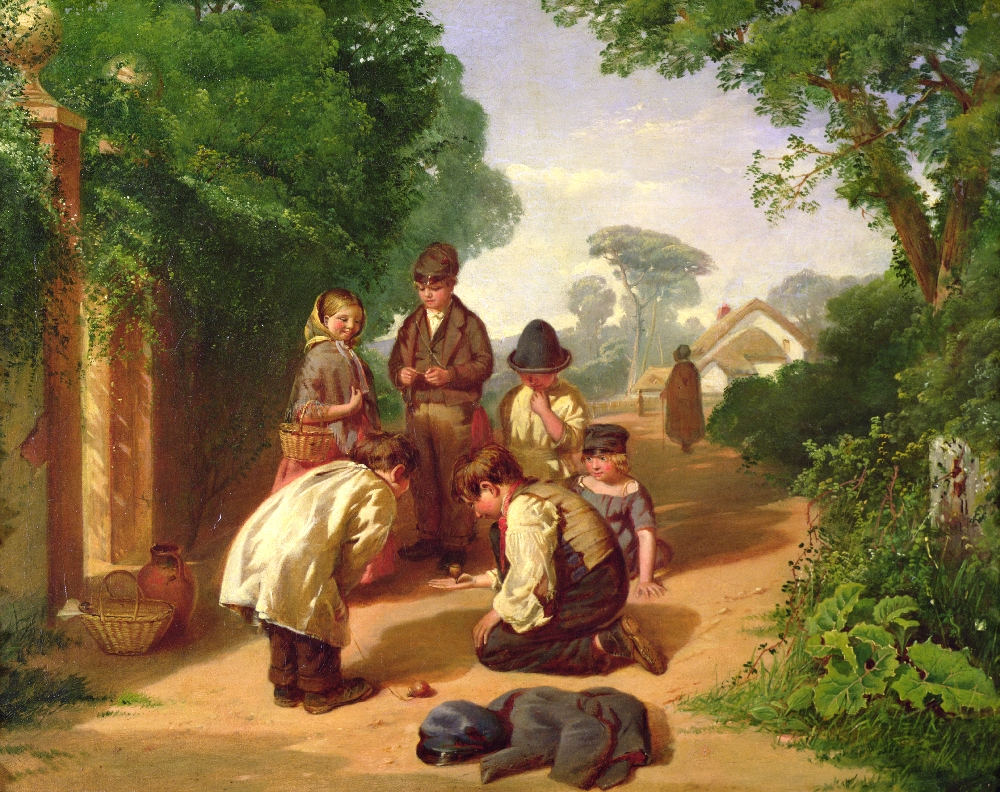
Children Spinning Tops
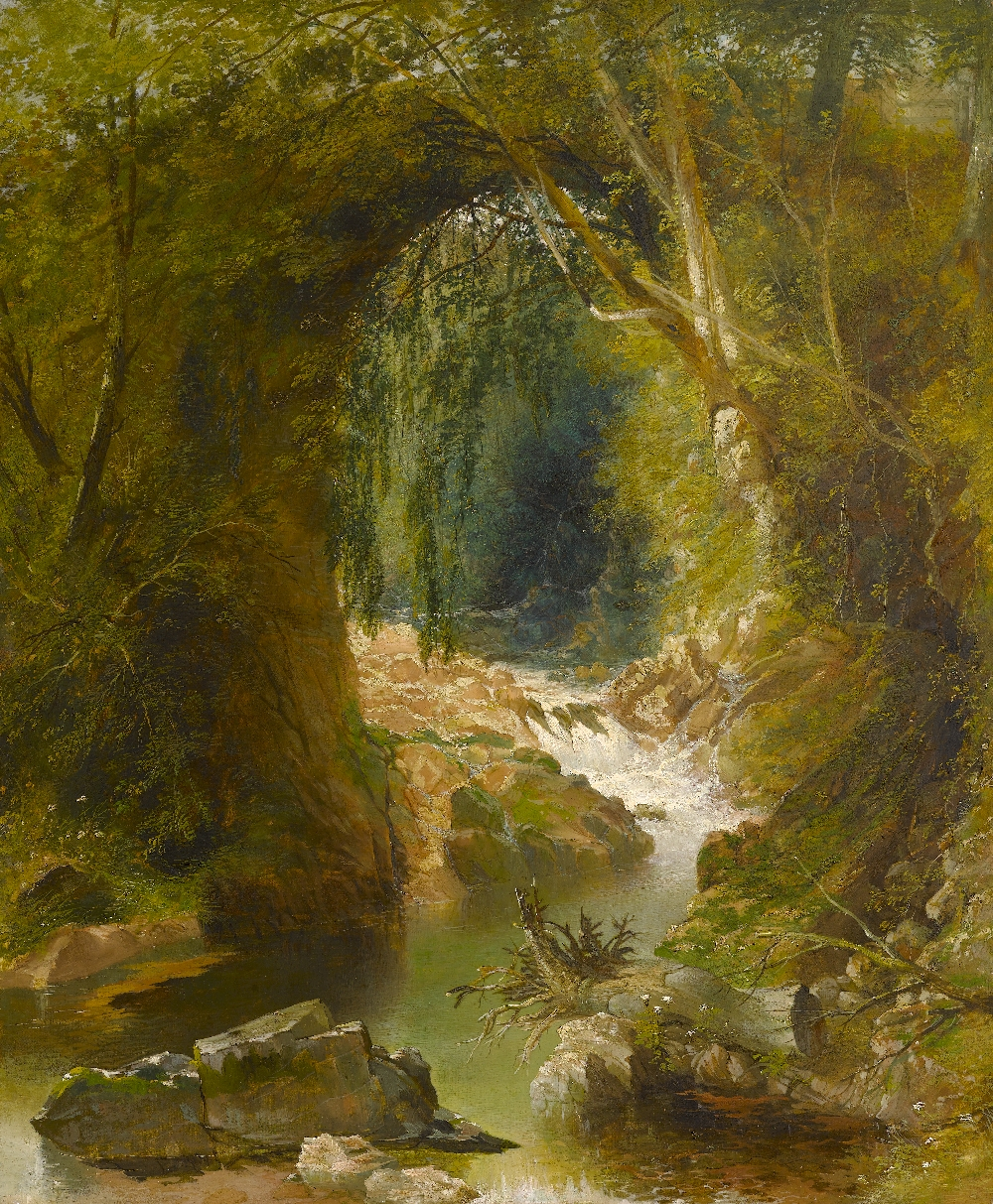
Lynford Bridge on the Avon
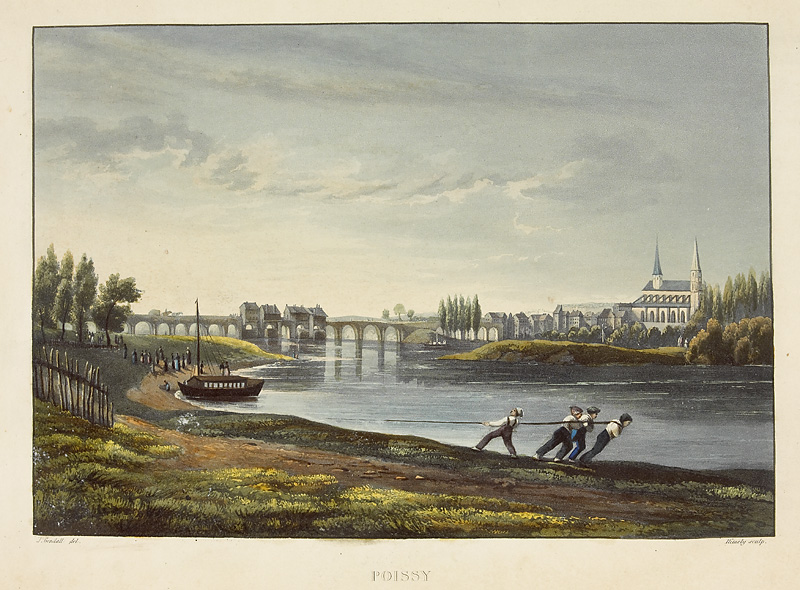
Poissy, 1821